# Benjamin Marc Ramaroson
Benjamin Marc Balthason Ramaroson CM (ur. 25 kwietnia 1955 roku w Manakara) – madagaskarski duchowny katolicki, arcybiskup Antsiranany od 2014.

## Życiorys

### Prezbiterat
Święcenia kapłańskie przyjął 15 sierpnia 1984 roku w Zgromadzeniu Misji. Był m.in. proboszczem katedry w Farafanganie, dyrektorem scholastykatu i nowicjatu, a także przełożonym madagaskarskiej prowincji lazarystów.

### Episkopat
26 listopada 2005 roku został mianowany biskupem diecezji Farafangana. Sakry biskupiej udzielił mu 25 marca 2006 roku Fulgence Rabemahafaly - arcybiskup archidiecezji Fianarantsoa. W dniu 27 listopada 2013 roku został mianowany przez papieża Franciszka arcybiskupem archidiecezji Antsiranana. Urząd objął w dniu 25 stycznia 2014 roku.